# .tn
.tn este un domeniu de internet de nivel superior, pentru Tunisia (ccTLD).